# كلاناد
كلاناد (بالإنجليزية: Clannad) هي فرقة موسيقية تشكلت في عام 1970. الفرقة مختلطة تضم ذكور وإناث، من أعضاء الفرقة السابقين إنيا.

## أعضاء الفرقة

### السابقون
إنيا

## وصلات خارجية
- كلاناد على موقع IMDb (الإنجليزية)
- كلاناد على موقع ميوزك برينز (الإنجليزية)
- كلاناد على موقع أول ميوزيك (الإنجليزية)
- كلاناد على موقع ديسكوغز (الإنجليزية)

- الموقع الرسمي